# 조르조 바사니

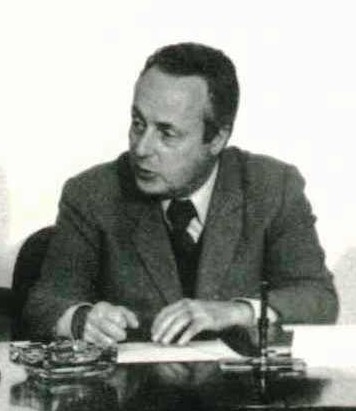
1974년 모습

조르조 바사니(이탈리아어: Georgio Bassani, 1916년 3월 4일 ~ 2000년 4월 13일)는 이탈리아의 소설가·시인·편집자다.

## 생애
1916년 3월 4일 이탈리아 볼로냐의 부유한 유대인 가정에서 태어났다. 유년 시절에 페라라에서 살았으며 1934년 볼로냐 대학교 문학부에 입학했다. 이후 대학에서 로베르토 론기의 강의를 수학하거나 미켈란젤로 안토니오니 등과 교류하면서 문화적 경험을 쌓다가 페라라에서 발행하는 일간지 《코리에레 파다노》에 단편소설 〈삼등석〉을 발표하면서 작가로 데뷔했다. 동시에 베니토 무솔리니가 이끄는 파시즘 정권에 대항하는 정치 활동에도 가담했다가, 1938년 이탈리아 내에서 유대인 차별을 공식화하는 인종법이 공포되면서 더 적극적으로 뛰어든다. 결국 1943년 반파시즘 활동으로 체포되어 페라라 감옥에 수감됐지만 무솔리니 정권의 붕괴로 곧 풀려났으며 곧 로마로 이주했다.
전후 창간된 문예지 《보테게 오스쿠레》의 편집장으로 올라 이탈로 칼비노, 마리오 솔다티, 피에르 파올로 파솔리니, 주세페 토마시 디 람페두사 등의 이탈리아 작가들을 널리 알렸다. 동시에 《성벽 안에서》, 《금테 안경》, 《핀치콘티니가의 정원》, 《문 뒤에서》, 《왜가리》, 《건초 냄새》로 이어지는 '페라라 연작' 소설을 발표하는데, 이 소설들은 파시즘 정권기에 페라라에 있던 이탈리아 부르주아 의식의 혼란상을 파헤친 수작으로 평가받았다. 이외에도 영화 《애증》 등의 시나리오 집필에 참여하거나 RAI의 부사장으로 취임하는 등 여러 활발한 문화적 활동을 했다.
1972년 프랑스 레지옹 도뇌르 훈장을 받았고, 1982년에는 시집 《운율 있는 시와 없는 시》로 바구타 문학상과 황금펜 상을 받았으며, 1992년에는 안토니오펠트리넬리 상을 받았다. 1990년부터 알츠하이머 증세를 보이기 시작하다 2000년 로마에서 사망했다. 유해는 페라라에 위치한 유대인 묘지에 안장됐다.

## 작품 목록
- 《페라라의 다섯 이야기/성벽 안에서(Cinque storie ferraresi/Dentro le mura)》, 1956년(김운찬 역, 문학동네, 2016년).
- 《금테 안경(Gli occhiali d'oro)》, 1958년(김희정 역, 문학동네, 2016년).
- 《핀치콘티니가의 정원(Il giardino dei Finzi-Contini)》, 1956년(이현경 역, 문학동네, 2016년).
- 《문 뒤에서(Dietro la porta)》, 1964년(김운찬 역, 문학동네, 2016년).